# Lord luogotenente del Lincolnshire
La carica di lord luogotenente del Lincolnshire è un ufficio di luogotenenza tradizionale dell'Inghilterra. Dal 1660, tutti i lords luogotenenti sono divenuti anche Custos Rotulorum del Lincolnshire.

## Lord luogotenenti del Lincolnshire
- Edward Clinton, I conte di Lincoln 1550/1552–?
- Henry Manners, II conte di Rutland 1551–1563?
- Edward Manners, III conte di Rutland 1582/1585 – 14 aprile 1587
- William Cecil, I barone Burghley novembre 1587 – 4 agosto 1598
- Roger Manners, V conte di Rutland 20 settembre 1603 – 26 giugno 1612
- Francis Manners, VI conte di Rutland 15 luglio 1612 – 23 gennaio 1629
- Robert Bertie, I conte di Lindsey (realista) 3 gennaio 1629 – 1642
- Francis Willoughby, V barone Willoughby di Parham (parlamentare)
- Interregno
- Montagu Bertie, II conte di Lindsey 13 luglio 1660 – 25 luglio 1666
- Robert Bertie, III conte di Lindsey 9 agosto 1666 – 6 aprile 1700
- Robert Bertie, I duca di Ancaster e Kesteven 6 aprile 1700 – 26 luglio 1723
- Peregrine Bertie, II duca di Ancaster e Kesteven 20 febbraio 1724 – 1º gennaio 1742
- Peregrine Bertie, III duca di Ancaster e Kesteven 12 marzo 1742 – 12 agosto 1778
- Robert Bertie, IV duca di Ancaster e Kesteven 14 gennaio 1779 – 8 luglio 1779
- Brownlow Bertie, V duca di Ancaster e Kesteven 9 agosto 1779 – 8 febbraio 1809
- John Cust, I conte Brownlow 25 febbraio 1809 – 20 agosto 1852
- Charles Manners, marchese di Granby 20 agosto 1852 – 13 febbraio 1857
- Charles Anderson-Pelham, II conte di Yarborough 13 febbraio 1857 – 7 gennaio 1862
- Gilbert Heathcote, I barone Aveland 21 febbraio 1862 – 6 settembre 1867
- Adelbert Brownlow-Cust, III conte Brownlow 4 dicembre 1867 – 17 marzo 1921
- Charles Anderson-Pelham, IV conte di Yarborough 16 aprile 1921 – 12 luglio 1936
- Peregrine Cust, VI barone Brownlow 14 agosto 1936 – 1º maggio 1950
- Gilbert Heathcote-Drummond-Willoughby, III conte di Ancaster 1º maggio 1950 – 17 novembre 1975
- Sir Henry Nevile 17 novembre 1975 – 31 marzo 1995[1]
- Bridget Katharine Cracroft-Eley 31 marzo 1995 – 29 agosto 2008[2]
- Anthony Worth 30 agosto 2008 – oggi